# コルス (フェリー)
コルス (CORSE) は、SNCMが運航していたフェリー。SNCMの同名の船としては2代目である。1983年に就航し、2016年に引退した。

## 船歴
同型船のエステレルとともにデュビジョン造船所で建造され、1983年6月にニース-コルシカ島航路に就航した。
1990年9月、彼は湾岸戦争の一環としてフランス兵をサウジアラビアに派遣しました。
2000年代初頭、彼は夏にマルセイユとアルジェリアの間で転勤しました。 2009年の夏から、彼はニースとコルシカ島の間に戻りました。2014年に廃止され、2年間使用されません。SNCM破産後、コルシカ・リネアに買収されず、イランの企業に売却される。
ギリシャで改装された後、GRAND FERRYに改名され、2018年にイランに向けて出発しました。しかし、彼は航海しません。

## 船内
当初、コルスの船内はフランス国鉄列車の施設に触発されました
10デッキ
- サンルーム

8デッキ
- 2等（4名×31室）
- 映画

7デッキ
- 2等座席部屋（477名）
- 1等（4名×41室）
- カフェテリア

6デッキ
- 2等座席部屋（573名）
- 案内所
- 1等座席部屋（466名）

2デッキ
- 2等（4名×63室）

## ギャラリー

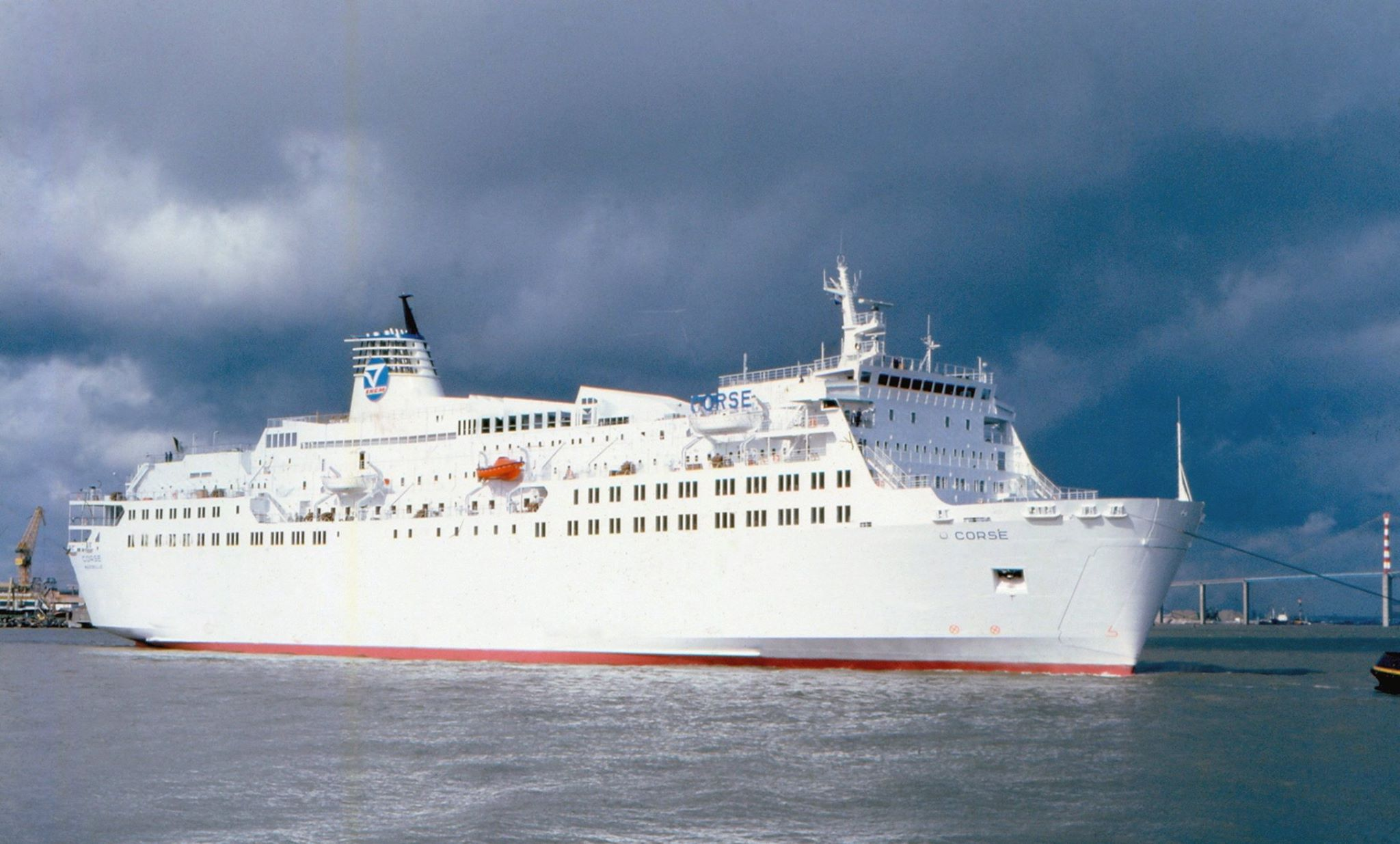
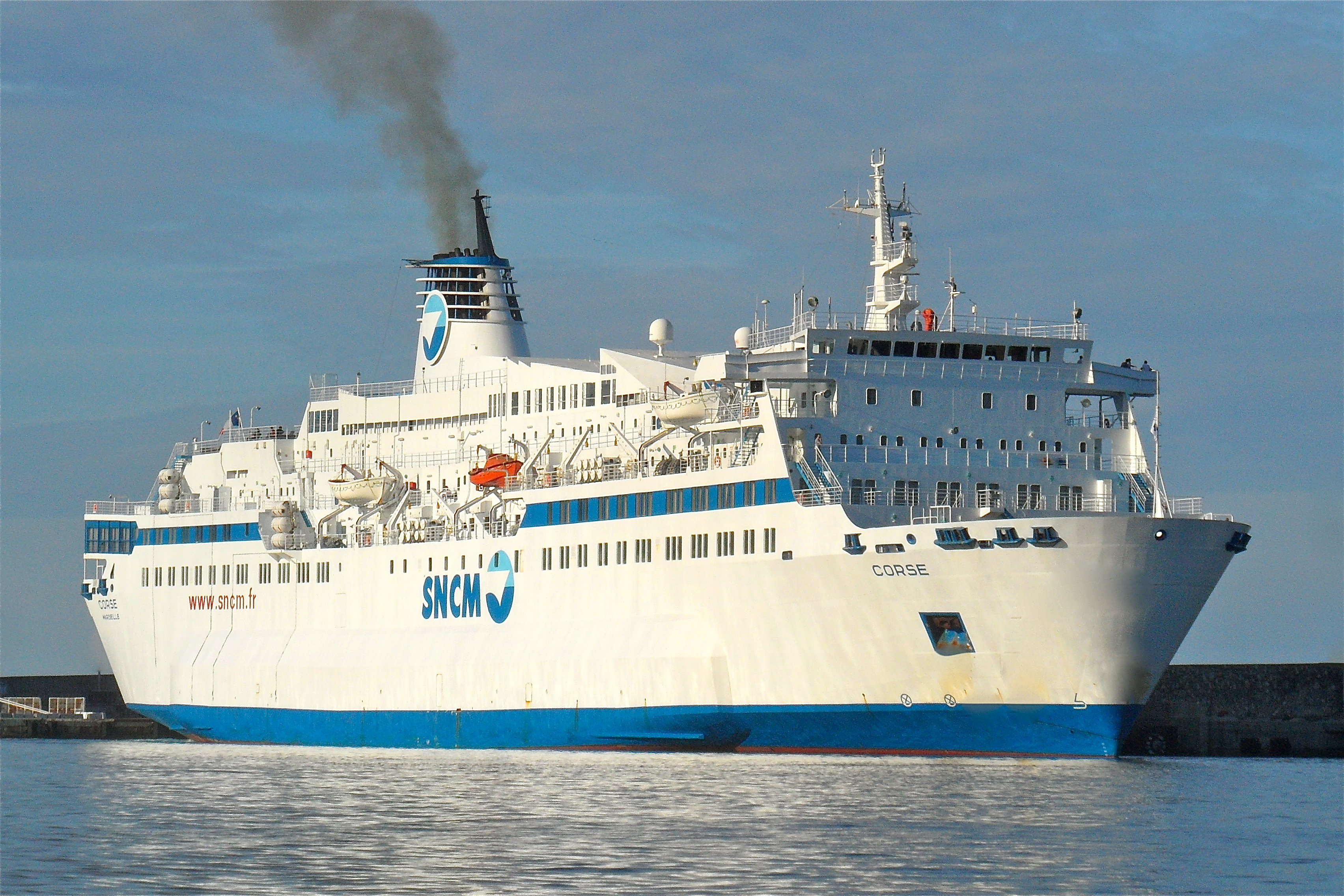
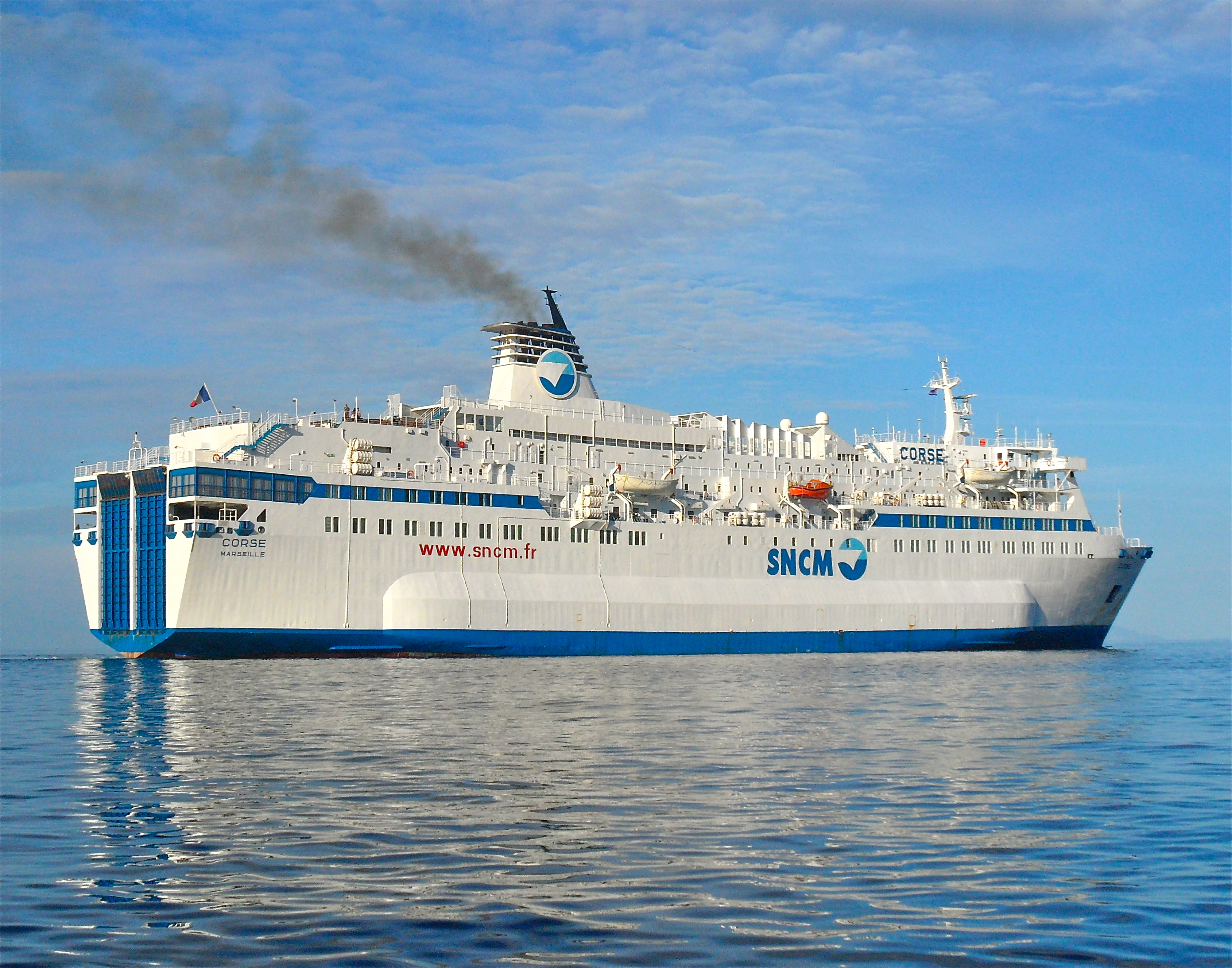
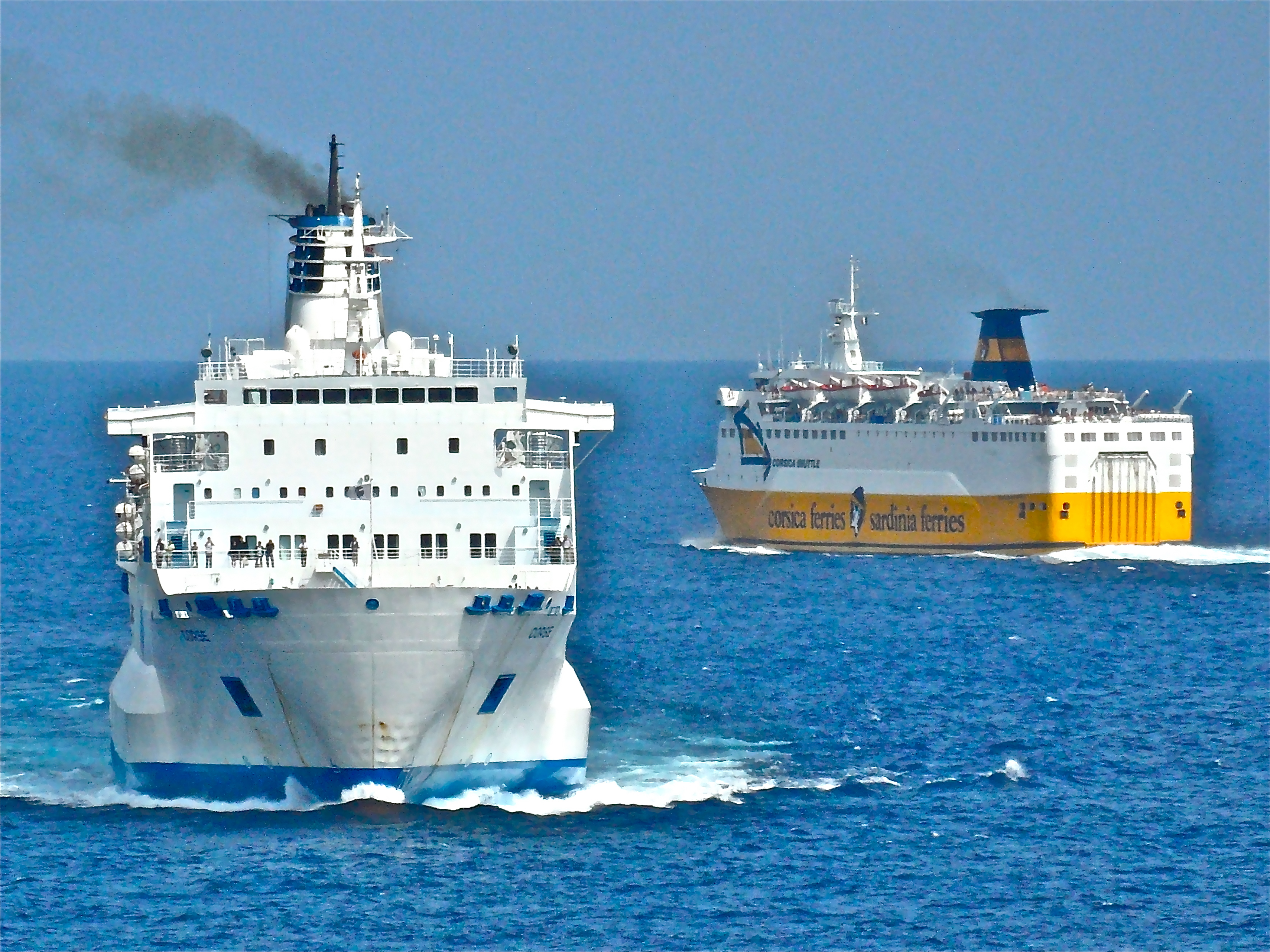
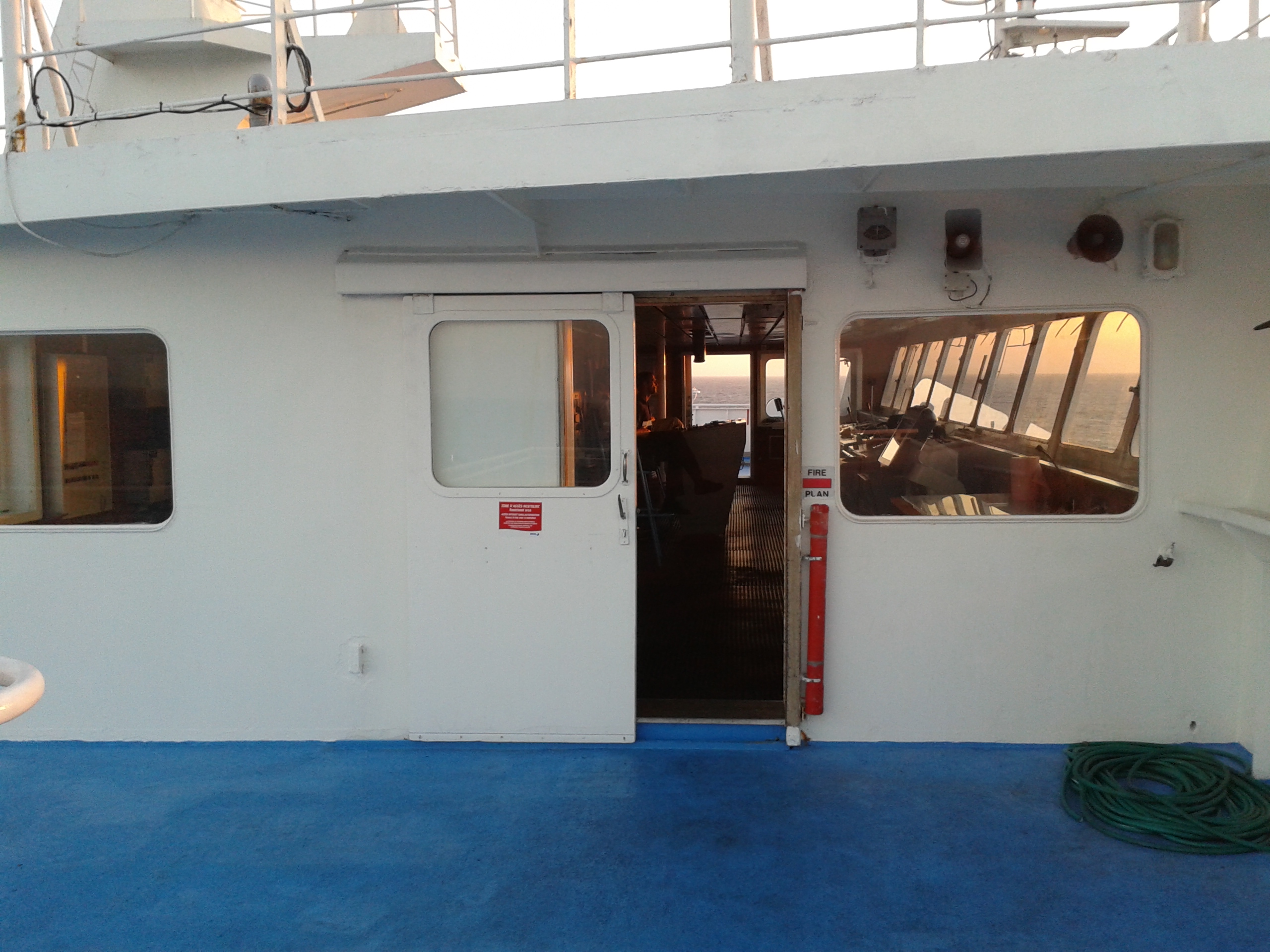
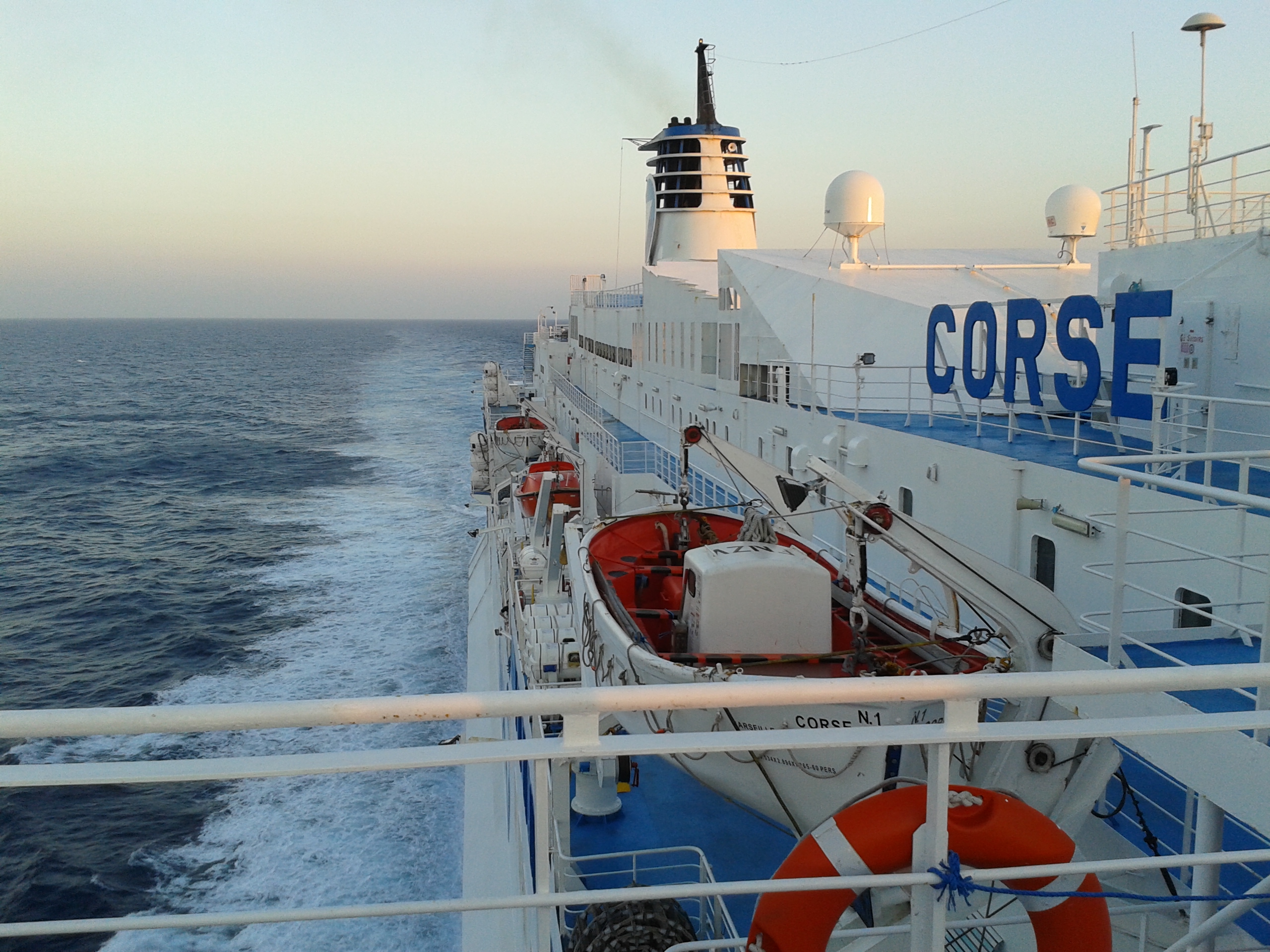